# Verbosus
Verbosus ist ein browserbasierter LaTeX und Octave-Editor, der es erlaubt, LaTeX-Projekte online zu erzeugen und zu verwalten. Die grafische Benutzeroberfläche lehnt sich nicht an bereits vorhandene, nicht-browser-basierte LaTeX-Programme an, da sie darauf ausgelegt ist, in einem Browser zu funktionieren und verwendet zu werden.
Verbosus benötigt keine Installation von jedweden LaTeX oder Octave-Programmen wie zum Beispiel TeX MiKTeX, TeX Live, Octave/Matlab oder ähnliche.
Wie in verschiedenen anderen Werkzeugen (TeXworks etc.) ist ein PDF-Betrachter integriert, der es erlaubt, aus dem LaTeX-Code eine PDF-Datei zu erzeugen und direkt anzeigen zu lassen, sowie Syntaxhervorhebung für eine bessere Lesbarkeit des LaTeX-Codes und Autovervollständigung. Die Verbindung vom Browser zum Server wird durch die Verwendung des HTTPS-Protokolls (unter Verwendung der Transport Layer Security) geschützt. Damit kann Verschlüsselung und Authentifizierung gewährleistet werden.

## Technologie
Die Client-Seite von Verbosus wurde vollständig in JavaScript entwickelt. Es verwendet dabei das Dojo Toolkit für die Kommunikation mit dem Server. Der durchgänge Einsatz von JavaScript-On-Demand erlaubt das (für den Benutzer transparente) Nachladen von Inhalten, ohne die komplette Seite erneut zu laden. Durch den Einsatz von JavaScript werden keine Plug-ins (wie etwa Adobe Flash Player etc.) benötigt.

## Mobile Plattformen
Ab Version 2.5 existiert ein LaTeX-Editor für Android, iOS und Windows mit dem Namen VerbTeX, welche die Schnittstellen von verbosus.com anspricht, um PDFs aus dem LaTeX-Code zu erzeugen. Ab Version 3.4 existiert ein Octave Editor mit dem Namen Anoc, welche ebenfalls die Schnittstellen von Verbosus anspricht, um das Ergebnis der erstellten Skripte zu berechnen und Plots zu erzeugen.

## Kollaboration
Verbosus erlaubt das gleichzeitige, kollaborative (gemeinsame) Arbeiten am gleichen Projekt von verschiedenen Benutzern. Änderungen von anderen Benutzern werden in einem eingebauten Tool (ähnlich Diff) angezeigt, welche vom Benutzer beim Speichern angepasst oder verworfen werden können.

## Ähnliche Anwendungen
- Online Equation Editor